# Machaerina monticola
Machaerina monticola là loài thực vật có hoa trong họ Cói. Loài này được (Guillaumin) T.Koyama mô tả khoa học đầu tiên năm 1956.